# 산요정 (야마구치현)
산요정(山陽町)은 야마구치현 남서부에 있던 정이다.
1956년 9월 30일에 아사정과 하부정의 합병에 의해 성립하였다. 2005년 3월 22일에 오나다시와 합병해, 산요오노다시가 되어 소멸하였다. 합병 이전의 2000년 센서스에서는 오노다시의 교외로서 우베시를 중심시로 하는 우베도시권의 2차권이었다. 시모노세키시나 기타큐슈시와의 연결도 강해 1990년대까지는 시모노세키 도시권의 2차권이었다.

## 지리
야마구치현 서부의 슈호나다에 접해 있다. 아쓰사 지구를 아쓰사강, 하니오 지구를 마에바강·이토네강이 흐른다. 정사무소가 있는 아쓰사 지구는 아쓰사 분지에 위치한다.

## 역사
- 1955년 4월 1일 -  아사정, 하부정이 합병해 성립하였다.
- 2005년 3월 22일 - 오노다시와 합병해 산요오노다시가 성립하였다. 동일 산요정은 폐지되었다.

## 교통

### 철도
- 서일본 여객철도
  - 산요 신칸센
  - 산요 본선

### 도로
- 산요 자동차도 (스오오노다 나들묵, 하부 나들묵)
- 국도 2호선
- 국도 190호선
- 국도 제316호선 (일본)(일본어판)